# 9130 Galois
A 9130 Galois (ideiglenes jelöléssel 1998 HQ148) a Naprendszer kisbolygóövében található aszteroida. Eric Walter Elst fedezte fel 1998. április 25-én.